# ギガキック
ギガキック（Giga Kick、2019年10月19日 - ）は、オーストラリアの競走馬。主な勝ち鞍は2023年のオールエイジドステークス、ドゥームベン10000。

## 概要

### 2歳（2021/2022シーズン）
2022年2月13日セール競馬場の未勝利戦でジェイミー・カーを鞍上に迎えてデビューして初勝利を挙げる。
その後は7月16日フレミントン競馬場のハンデ戦にマシュー・カーライトを背に勝利した。

### 3歳（2022/2023シーズン）
8月13日ヴェインステークス(G3)にクレイグ・ウィリアムズを鞍上に迎えて勝利。重賞競走初挑戦で初勝利を果たした。
10月1日のデインヒルステークス(G2)に出走して勝利し、重賞競走連勝で4連勝を挙げた。
10月5日のジ・エベレストは7番人気で出走。スタートが今一つで後方3番手から競馬を進めることとなり、そのままの位置を保ったまま直線に進入。直線で先頭を伺うネイチャーストリップを捕らえようとするプライベートアイをまとめて差し切って5連勝で優勝。ダグラス調教師はヴィクトリア州が拠点の調教師として初勝利。鞍上のクレイグ・ウィリアムズ騎手にとっても初勝利となった。
その後は11月5日のチャンピオンズスプリント(G1)に出走するも5着に敗れて初黒星。連勝記録も途切れることとなった。
2023年秋初戦は3月8日のチャレンジステークス(G2)に3番人気で出走。後方9番手から競馬をするも、直線で進路が狭くなるなどの不利があって末脚が及ばずパシブアグレッシブから1.15馬身差の3着に敗れた。
4月1日のTJスミスステークス(G1)ではザカリー・パートンに乗り替わって2番人気タイで出走。逃げ込みを図るネイチャーストリップ、それに追いすがるマズを中団馬群の中から追撃するも、大外から襲い掛かってきたアイウィッシュアイウィンの追い込みに屈して2着に敗れた。
4月15日のオールエイジドステークス(G1)では再びウィリアムズ騎手と組んで出走、1番人気に支持された。レースは後方2番手から競馬を運び、残り600m付近から馬群の外を回りながら進出すると、好位から抜け出しを図るザーキとマズを並ぶ間もなく交わし去って、ザーキに1.66馬身差を付ける快勝でG1初制覇を果たした。
その後は5月13日のドゥームベン10000(G1)に単勝1.65倍の1番人気に推されて出走。5番手の追走から順調に進出すると、2番手から粘り込みを張っていたオーバーパスを差し切って0.45馬身差で勝利。圧倒的な人気に応えて二度目のG1制覇を挙げた。

### 4歳（2023/2024シーズン）
9月9日のマクエウェンステークス(G2)から始動。捲り上げるもインペラトリスに捲り返され、脚も上がってしまい3着に敗れた。

## 血統表
| ギガキックの血統                | ギガキックの血統                                       | ギガキックの血統                                       | （血統表の出典）                                       | （血統表の出典）  |
| 父系                            | デインヒル系                                           | デインヒル系                                           | デインヒル系                                           |                   |
| 父 Scissor Kick 鹿毛 2011       | 父の父Redoute's Choice 鹿毛 1996                       | *デインヒル                                            | Danzig                                                 | Danzig            |
| 父 Scissor Kick 鹿毛 2011       | 父の父Redoute's Choice 鹿毛 1996                       | *デインヒル                                            | Razyana                                                |                   |
| 父 Scissor Kick 鹿毛 2011       | 父の父Redoute's Choice 鹿毛 1996                       | Shanthas Choice                                        | Canny Lad                                              | Canny Lad         |
| 父 Scissor Kick 鹿毛 2011       | 父の父Redoute's Choice 鹿毛 1996                       | Shanthas Choice                                        | Dancing Show                                           |                   |
| 父 Scissor Kick 鹿毛 2011       | 父の母Back Pass 黒鹿毛 1998                            | Quest For Fame                                         | Rainbow Quest                                          | Rainbow Quest     |
| 父 Scissor Kick 鹿毛 2011       | 父の母Back Pass 黒鹿毛 1998                            | Quest For Fame                                         | Aryenne                                                |                   |
| 父 Scissor Kick 鹿毛 2011       | 父の母Back Pass 黒鹿毛 1998                            | Skiable                                                | Niniski                                                | Niniski           |
| 父 Scissor Kick 鹿毛 2011       | 父の母Back Pass 黒鹿毛 1998                            | Skiable                                                | Kerali                                                 |                   |
| 母 Rekindled Applause 鹿毛 2001 | 母の父Royal Applause 鹿毛 1993                         | *ワージブ                                              | *トライマイベスト                                      | *トライマイベスト |
| 母 Rekindled Applause 鹿毛 2001 | 母の父Royal Applause 鹿毛 1993                         | *ワージブ                                              | Coryana                                                |                   |
| 母 Rekindled Applause 鹿毛 2001 | 母の父Royal Applause 鹿毛 1993                         | Flying Melody                                          | Auction Ring                                           | Auction Ring      |
| 母 Rekindled Applause 鹿毛 2001 | 母の父Royal Applause 鹿毛 1993                         | Flying Melody                                          | Whispering Star                                        |                   |
| 母 Rekindled Applause 鹿毛 2001 | 母の母Rekindled Affair 栗毛 1995                       | Rainbow Quest                                          | Blushing Groom                                         | Blushing Groom    |
| 母 Rekindled Applause 鹿毛 2001 | 母の母Rekindled Affair 栗毛 1995                       | Rainbow Quest                                          | I Will Follow                                          |                   |
| 母 Rekindled Applause 鹿毛 2001 | 母の母Rekindled Affair 栗毛 1995                       | Seasonal Pickup                                        | The Minstrel                                           | The Minstrel      |
| 母 Rekindled Applause 鹿毛 2001 | 母の母Rekindled Affair 栗毛 1995                       | Seasonal Pickup                                        | Bubinka                                                |                   |
| 母系(F-No.)                     | Remembrancer Mare(FN:8-f)                              | Remembrancer Mare(FN:8-f)                              | Remembrancer Mare(FN:8-f)                              |                   |
| 5代内の近親交配                 | Rainbow Quest 4×3、Northern Dancer 5×5×5、Nijinsky 5×5 | Rainbow Quest 4×3、Northern Dancer 5×5×5、Nijinsky 5×5 | Rainbow Quest 4×3、Northern Dancer 5×5×5、Nijinsky 5×5 |                   |